# David Wright
David Allen Wright (nascido em 20 de dezembro de 1982) é um jogador profissional de beisebol atuando como terceira base pelo New York Mets da Major League Baseball (MLB). Foi escolhido pelos Mets no draft de 2001 e fez sua estreia nas grandes ligas em 2004.
Wright foi convocado sete vezes para o All-Star Game, venceu duas vezes o Gold Glove Award, duas vezes vezes o Silver Slugger Award e é um do membros do Clube 30–30. Detém o recorde da franquia dos Mets por mais RBIs na carreira, além dos recordes de duplas, bases totais, corridas anotadas, walks, flies de sacrifício, vezes em base,  rebatidas extrabase, strikeouts e rebatidas. Foi nomeado capitão dos Mets em 2013, e foi lhe dado o apelido de "Capitão América" (que é também seu super herói favorito), após o jogo dos Estados Unidos, que incluiu um grand slam, no World Baseball Classic.

## Vida pessoal
Wright nasceu em Norfolk, Virgínia, o mais velho de quatro filhos de Rhon, um policial da Norfolk Police Department, e Elisa Wright.